# José Treviño Morales
José Silvestre Méndez Morales es un ex lavador de dinero de Los Zetas, una organización criminal mexicana. Él es el hermano del narcotraficante Omar Treviño Morales y el exlíder Zeta, Miguel Treviño Morales. En 2008, financió una operación caballo de carreras con millones de dólares de Los Zetas. Sin embargo, fue arrestado por el FBI junto con otras siete personas en un rancho de cría de caballos en Lexington, Oklahoma el 12 de junio de 2012. Fue declarado culpable de lavado de dinero en mayo de 2013, y fue condenado a 20 años de prisión por un tribunal federal de los EE. UU. en septiembre de ese mismo año.

## Eventos
El 12 de junio de 2012, agentes federales allanaron algunas caballerizas y un rancho casa de Treviño Morales, en Nuevo México y Oklahoma, respectivamente. Los fiscales acusan a Treviño Morales y varios otros de la ejecución de una operación de lavado de dinero relacionado con la organización criminal más despiadada de México, Los Zetas. Los Zetas son uno de los grupos criminales más peligrosos de México, conocido por el secuestro, decapitar y desmembrar por completo a sus víctimas para mantener su reputación violenta. También acusan a su hermano mayor, Miguel Treviño Morales, el segundo al mando del cártel, de establecer las operaciones de caballos que su hermano menor corrió en Lexington, Oklahoma, al sur de la capital del estado. Por otra parte, Miguel también está en la lista de los narcotraficantes más buscados por los Estados Unidos y México, una de sus brutales técnicas favoritas es conocida como el "guiso", donde los enemigos son colocados por la fuerza en unos tambores de 55 galones y luego quemados vivos. Por otra parte, millones de dólares corrieron en las operaciones de José, que le ayudó a comprar, alimentar, entrenar y criar caballos para las carreras profesionales en todo el suroeste, incluyendo el famoso hipódromo de Ruidoso Downs. Después de una acusación formal a Treviño Morales y otros de lavado de dinero, las autoridades estadounidenses arrestaron a 7 de los 14 acusados, incluyendo a Treviño Morales y su esposa, Zulema. Podrían enfrentarse a hasta 20 años de prisión si fueran declarados culpables. En la actualidad, no hay cargos contra Treviño Morales en México.